# Atractylocarpus malagensis
Atractylocarpus malagensis là một loài Rêu trong họ Dicranaceae. Loài này được (Herzog) J.-P. Frahm mô tả khoa học đầu tiên năm 2000.